# دهستان کوهسار (شازند)
دهستان کوهسار یکی از دهستان‌های شهرستان شازند در استان مرکزی ایران است. این دهستان در بخش قره کهریز قرار دارد و براساس سرشماری مرکز آمار ایران در سال ۱۳۹۰، جمعیت آن ۲۶۱۱ نفر (در ۷۶۹ خانوار) بوده‌است.
از روستا های این منطقه می توان به : باغ بر افتاب ، عمارت ، قلعه ، کرک ، چناس ، تخمار ، حصار ، ابباریک و .... اشاره کرد .